# 500 km Doningtona 1992
500 km Doningtona 1992 je bila četrta dirka Svetovnega prvenstva športnih dirkalnikov v sezoni 1992. Odvijala se je 19. julija 1992.

## Rezultati
| Poz    | Razred  | Št | Moštvo                  | Dirkači                              | Šasija                     | Gume | Krogi |
| Poz    | Razred  | Št | Moštvo                  | Dirkači                              | Motor                      | Gume | Krogi |
| ------ | ------- | -- | ----------------------- | ------------------------------------ | -------------------------- | ---- | ----- |
| 1      | C1      | 2  | Peugeot Talbot Sport    | Mauro Baldi Philippe Alliot          | Peugeot 905 Evo 1B         | M    | 125   |
| 1      | C1      | 2  | Peugeot Talbot Sport    | Mauro Baldi Philippe Alliot          | Peugeot SA35 3.5L V10      | M    | 125   |
| 2      | C1      | 1  | Peugeot Talbot Sport    | Yannick Dalmas Derek Warwick         | Peugeot 905 Evo 1B         | M    | 125   |
| 2      | C1      | 1  | Peugeot Talbot Sport    | Yannick Dalmas Derek Warwick         | Peugeot SA35 3.5L V10      | M    | 125   |
| 3      | C1      | 7  | Toyota Team Tom's       | Geoff Lees David Brabham             | Toyota TS010               | G    | 125   |
| 3      | C1      | 7  | Toyota Team Tom's       | Geoff Lees David Brabham             | Toyota RV10 3.5L V10       | G    | 125   |
| 4      | C1      | 4  | Euro Racing             | Heinz-Harald Frentzen Phil Andrews   | Lola T92/10                | M    | 119   |
| 4      | C1      | 4  | Euro Racing             | Heinz-Harald Frentzen Phil Andrews   | Judd GV10 3.5L V10         | M    | 119   |
| 5      | C1      | 5  | Mazdaspeed              | Maurizio Sandro Sala Alex Caffi      | Mazda MXR-01               | M    | 112   |
| 5      | C1      | 5  | Mazdaspeed              | Maurizio Sandro Sala Alex Caffi      | Mazda (Judd) MV10 3.5L V10 | M    | 112   |
| 6      | FIA Cup | 22 | Chamberlain Engineering | Will Hoy Ferdinand de Lesseps        | Spice SE89C                | G    | 111   |
| 6      | FIA Cup | 22 | Chamberlain Engineering | Will Hoy Ferdinand de Lesseps        | Ford Cosworth DFZ 3.5L V8  | G    | 111   |
| 7      | FIA Cup | 29 | Team S.C.I.             | Ranieri Randaccio Stefano Sebastiani | Spice SE90C                | G    | 102   |
| 7      | FIA Cup | 29 | Team S.C.I.             | Ranieri Randaccio Stefano Sebastiani | Ford Cosworth DFR 3.5L V8  | G    | 102   |
| 8 NC   | FIA Cup | 21 | Action Formula          | Luigi Taverna Alessandro Gini        | Spice SE90C                | G    | 54    |
| 8 NC   | FIA Cup | 21 | Action Formula          | Luigi Taverna Alessandro Gini        | Ford Cosworth DFR 3.5L V8  | G    | 54    |
| 9 DNF  | C1      | 8  | Toyota Team Tom's       | Jan Lammers Andy Wallace             | Toyota TS010               | G    | 85    |
| 9 DNF  | C1      | 8  | Toyota Team Tom's       | Jan Lammers Andy Wallace             | Toyota RV10 3.5L V10       | G    | 85    |
| 10 DNF | C1      | 3  | Euro Racing             | Cor Euser Charles Zwolsman           | Lola T92/10                | M    | 38    |
| 10 DNF | C1      | 3  | Euro Racing             | Cor Euser Charles Zwolsman           | Judd GV10 3.5L V10         | M    | 38    |

## Statistika
- Najboljši štartni položaj - #1 Peugeot Talbot Sport
- Najhitrejši krog - #2 Peugeot Talbot Sport
- Povprečna hitrost - 173.306km/h